# تيزي (معسكر)
تيزي بلدية تابعة لولاية معسكر تقع بين مدينة بوحنيفية السياحية ومدينة معسكر يقطنها حوالي 25000 نسمة 
تقع بلدية تيزي في سهل غريس غرب مقر ولاية معسكر، على بعد 08 كلم عدد سكانها 22000 نسمة حسب آخر الإحصائيات لسنة 2008، يحد ها شمالا بلدية بوحنيفية ومن الجنوب بلديتي فروحة وغريس ومن الشرق بلديتي معسكر والقرط أما غربا بلدية عين فكان.
ظهرت بلدية تيزي إلى الوجود كبلدية إبان الإستعمار الفرنسي أين منحت أراضيها إلى الأقدام السود بعدما سلبت من مالكيها الأصليين من الجزائريين بين سنوات 1880 و 1887، حيث كانت تعرف بأراضيها الفلاحية الخصبة وتربية البقر والأغنام.
تعد بلدية تيزي قطبا فلاحيا بالدرجة الأولى لما لها من أراض خصبة.